# Klaus Hildebrand
Klaus Hildebrand, né le 18 novembre 1941 à Bielefeld (Allemagne), est un historien allemand

## Biographie
Depuis 1982, il enseigne l'histoire à l'université de Bonn. Il est spécialiste d'histoire diplomatique aux XIXe et XXe siècles.
Il se tint au centre de la Historikerstreit, querelle historiographique que connut l'Allemagne à la fin des années 1980 au sujet de la spécificité de la Shoah, en soutenant l'historien controversé Ernst Nolte.